# محمد کاظمی(ارتشی)
سپهبد محمد کاظمی معاون طرح و برنامه نیروی زمینی بود. او در جلسه ۲۲ بهمن ۱۳۵۷ که در آن در خصوص بی‌طرفی ارتش و صدور اعلامیه بی‌طرفی ارتش تصمیم‌گیری شد شرکت کرد و این بیانیه را امضا کرد.

## تالیفات
فرهنگ واژه‌های نظامی -بهمن ۱۳۵۵ - چاپخانه ارتش شاهنشاهی - چاپ دوم